# Туце, Семир
Семир Туце (сербохорв. Семир Туце / Semir Tuce, родился 11 февраля 1964 года в Мостаре) — югославский боснийский футболист, выступавший на позиции левого полузащитника и нападающего.

## Биография
Выступал с 1981 по 1989 годы за мостарский «Вележ», с которым в сезоне 1985/1986 выиграл Кубок Югославии. Является одним из представителем «второго золотого поколения» клуба, отметившегося такими победами. Отличался хорошим ударом с левой ноги. За всю свою игровую карьеру в 177 играх чемпионата Югославии забил 55 голов. В 1986 году был признан лучшим футболистом года в Югославии. В 1989 году переехал в Швейцарию, где играл за «Люцерн», и выиграл с клубом Кубок Швейцарии в 1992 году. Карьеру завершил из-за травмы в 1995 году.
За сборную Югославии до 21 года отметился 9 играми и двумя голами. В составе основной сборной сыграл 7 матчей и забил два гола (в том числе провёл игру против СССР 29 августа 1987 года), ещё две игры за Югославию сыграл на олимпиаде в Сеуле в групповом этапе (югославы тогда из группы не вышли).

## Достижения
- Обладатель Кубка Югославии: 1985/1986
- Обладатель Кубка Швейцарии: 1991/1992
- Футболист года в Югославии: 1986